# نادي توريس
نادي توريس (بالإيطالية: S.S. Turris Calcio)‏، المعروف باسم توريس، هو نادي كرة قدم إيطالي مقره في توري دل غريكو، كامبانيا، تأسس في عام 1944 باسم FC Turris 1944 وأعيد تأسيسه في 2004 ثم 2012. ألقاب الفريق هي Torresi وCorallini.